# イオンモール石巻
イオンモール石巻（イオンモールいしのまき）は、宮城県石巻市に所在するイオンモール株式会社 が運営するモール型ショッピングセンターである。

## 概要
石巻市西部の蛇田西部土地区画整理事業地内に立地し、敷地面積106,083㎡、延床面積63,732㎡（2階建て）のモール型ショッピングセンターである。三陸沿岸道路石巻河南ICに隣接している。

## 沿革
- 2007年（平成19年）
  - 3月18日 - 「イオン ふるさとの森づくり」植樹祭を開催[1]。
  - 3月27日-29日 - 「イオン石巻ショッピングセンター」プレオープン[1]。
  - 3月30日 - 「イオン石巻ショッピングセンター」グランドオープン[1]。
- 2008年（平成20年）8月21日 - イオン株式会社の純粋持株会社移行により、イオンリテール株式会社が小売事業部門を継承[3]。
- 2011年（平成23年）
  - 3月1日 - 核店舗のジャスコ石巻店を「イオン石巻店」に改称。
  - 3月11日午後から - 東北地方太平洋沖地震（東日本大震災）による店舗点検のため一時休業。
  - 4月20日 - 一部店舗を除き全館営業再開。
  - 5月1日 - 荘内銀行ジャスコ石巻支店がイオン石巻支店に改称。
  - 11月21日 - SC名を「イオンモール石巻」に変更。
- 2012年（平成24年）
  - 9月21日 - イオン銀行イオンモール石巻店（代理店運営）が開業。
- 2013年（平成25年）
  - 5月13日 - 所在地の地番表示実施により、住所が石巻市蛇田字新金沼170番地[1]から石巻市茜平四丁目104番地に変更。
  - 7月1日 - ワーナー・マイカル・シネマズ新石巻がイオンシネマ石巻に名称変更。
  - 11月1日 - 管理・運営がイオンモール株式会社に移管。
- 2020年（令和2年）3月1日 - イオン東北株式会社発足[4]に伴い、「イオン石巻店」食品売場をイオン東北に移管。
- 2021年（令和3年）9月1日 - イオン東北とイオンリテール東北事業本部の統合[5][6]に伴い、「イオン石巻店」の管理・運営および衣料、住居余暇、H&BC各売場をイオン東北に移管。
- 2023年（令和5年）
  - 8月31日 - 屋上から飛び降りようとしていた女性の人命救助と保護に努めたとして、石巻警察署からイオン石巻店、イオンディライト石巻サイト、同社男性設備員に感謝状を贈呈[7]。
  - 10月31日 - 石巻警察署員と従業員など約30人にて不審者対応訓練を実施[8]。
  - 11月 - イオン石巻店にて、使用する電力の一部に太陽光で発電した再生可能エネルギー由来の電力の活用を開始[9]。
- 2025年（令和7年）1月15日 - 前年警察業務に協力したとして、石巻警察署からイオン石巻店に感謝状を贈呈[10]。

## 主なテナント
核店舗のイオン石巻店と121の専門店で構成している。
専門店全店の一覧・詳細情報は公式サイト「ショップリスト」を、営業時間は公式サイト「営業時間のご案内」をそれぞれ参照。

### イオンシネマ石巻
「ワーナー・マイカル・シネマズ新石巻」として、イオン石巻ショッピングセンターと同時に開業した。
当劇場は、さくら野百貨店石巻店（旧ビブレ石巻店、2008年4月27日閉店）に併設されていた「ワーナー・マイカル・シネマズ石巻」がイオン石巻ショッピングセンターの開業に合わせて移転したものであるため、地域名が「新石巻」とされた。
2013年7月1日に運営会社のワーナー・マイカルがイオンシネマズを合併し、イオンエンターテイメントになった事に伴い現劇場名に改称、屋号のみならず地域名も「新」を取り除く変更が行われた。
| No. | 座席数 | 車椅子席 | 備考                       |
| --- | ------ | -------- | -------------------------- |
| 1   | 113    | 2        |                            |
| 2   | 184    | 2        |                            |
| 3   | 184    | 2        | 3D／ハイフレームレート対応 |
| 4   | 184    | 2        |                            |
| 5   | 184    | 2        |                            |
| 6   | 113    | 2        |                            |
| 7   | 362    | 4        | 3D対応                     |
| 8   | 301    | 4        |                            |

## 交通アクセス

### バス
レストラン専門店側入口近くに「イオンモール石巻」停留所があり、ミヤコーバスにより運行される以下の路線が発着する。一般路線バスの運行時刻は宮城交通公式サイト「石巻地区路線バス時刻表」（河南線・石巻免許センター線・蛇田線・中里線・河北線）を、高速バスの運行時刻は宮城交通公式サイト「石巻 - 仙台 時刻表」を参照。
- 石巻駅前 - イオンモール石巻 - 広淵 - 河南総合支所
- 石巻駅前 - 上野町 - 石巻西高校 - 石巻あゆみ野駅 - イオンモール石巻 - 日赤病院
- （いしのまき元気市場 - ）石巻駅前 - 蛇田 - イオンモール石巻 - 石巻あゆみ野駅
- 石巻駅前 - 中里 - イオンモール石巻 - 石巻あゆみ野駅
- 石巻あゆみ野駅 - イオンモール石巻 - 日赤病院 - 鹿又駅前 - 上品の郷 - 飯野川
- （石巻専修大学 - ）石巻営業所 - 石巻駅前 - イオンモール石巻前 - 石巻合同庁舎前＝三陸沿岸道路・仙台東部道路＝仙台駅前 - 県庁市役所前（特急仙台 - 石巻線、仙台行は乗車のみ・石巻行は降車のみ）
  - 2018年4月1日から、当該高速バスのみ敷地内に入らず、路上での乗車/降車になっている。

### 自動車
- 三陸沿岸道路石巻河南IC
- 国道108号
- 宮城県道16号石巻鹿島台大衡線

上記バス停留所の隣にタクシーのりばが設置されている。

## 近隣のSC
- イオン石巻東ショッピングセンター
- サンエー石巻あけぼの店